# الیزاوتا بایکووا

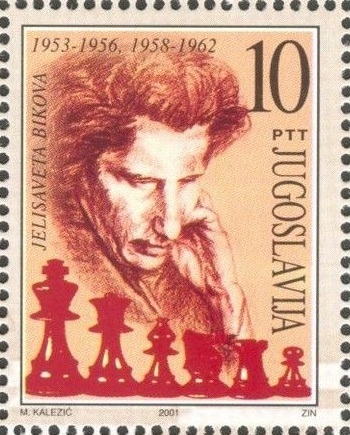
بایکووا بر روی تمبر سال ۲۰۰۱ یوگسلاوی

الیزاوتا ایوانونا بایکووا یا الیزابت بایکووا (روسی: Елизаве́та Ива́новна Бы́кова؛ ۴ نوامبر ۱۹۱۳ – ۸ مارس ۱۹۸۹) شطرنج‌باز اهل اتحاد جماهیر شوروی سوسیالیستی بود که دو بار در سال‌های ۱۹۵۳ تا ۱۹۵۶ و دوباره از ۱۹۵۸ تا ۱۹۶۲ قهرمان شطرنج زنان جهان شد. در سال ۱۹۵۰ استاد بین‌المللی زنان، در سال ۱۹۵۳ استاد بین‌المللی، و در سال ۱۹۷۶ استادبزرگ زنان عناوینی‌است که به او اعطا شد.